# 普西洛尔
普西洛尔（INN：procinolol）是一种β肾上腺素受体拮抗剂，具有非常弱的部分激动剂和心脏抑制特性。
据2021年的数据，该药物并未在世界任何地方上市销售。